# Правоохранительные органы Приднестровья
Правоохранительная деятельность в Приднестровье осуществляется силами собственной региональной полиции — милиции Приднестровской Молдавской Республики. В соответствии с Конституцией, Приднестровье является президентской республикой со своими собственными правительством, парламентом, военными и полицейскими правоохранительными органами (милиция), конституцией, валютой, почтовой системой и марками, флагом, государственным гимном и гербом.
Международное признание Приднестровской Молдавской Республики ограничивается Абхазией и Южной Осетией, поэтому, в связи со спорным статусом региона, Республика подчиняется органам безопасности других стран: российские и приднестровские полицейские работают совместно, патрулируя фактическую границу между Приднестровьем и Молдавией.

## Присутствие военного контингента Российской Федерации
В Приднестровье на постоянной основе присутствует российский военный контингент численностью 2 500 человек (14-я армия), а также более 20 000 тонн вооружения и боеприпасов. Молдова совместно с Организацией по безопасности и сотрудничеству в Европе требуют вывода российских вооружённых сил с территории Приднестровья. Согласно вердикту Европейского суда по правам человека, присутствие российских войск является незаконным, так как нарушает соглашения от 21 июля 1992 года, а Приднестровье «находится под властью или, по крайней мере, решающим влиянием со стороны России».
В то время как российские войска из самой Молдовы и из зоны безопасности были эвакуированы в Россию в январе 1993 года, в Приднестровье оставались значительные вооружённые формирования. 21 октября 1994 года Россия и Молдова подписали соглашение, согласно которому Россия была обязана полностью вывести войска с территории региона через три года, однако оно не вступило в силу, поскольку было ратифицировано только в одностороннем порядке (Молдовой). Позднее Молдавия воспользовалась переговорами об адаптации Договора об обычных вооруженных силах в Европе (CAF) и сумела добиться включения в текст Декларации саммита ОБСЕ специального параграфа о выводе российских войск с территории Молдовы. По итогам Стамбульского саммита Россия взяла на себя обязательство вывести свои войска из Приднестровья к концу 2002 года.
После 2002 года Россия продолжала игнорировать соглашения, заключенные с правительством в Кишиневе и международным сообществом относительно вывода своих войск из Молдовы. Президент Российской Федерации Владимир Путин в конце концов подписал Закон о ратификации Договора о CAF в Европе 19 июля 2004 года, который обязывал Россию вывести из Молдовы тяжелые вооружения к концу 2001 года.
В течение 2000–2001 годов в целях соблюдения Договора CAF Москва вывела с территории Приднестровья 125 единиц оборудования и 60 железнодорожных вагонов с боеприпасами. В 2002 году Россия вывела лишь 3 поезда с военной техникой (118 железнодорожных вагонов) и 2 с боеприпасами (43 вагона), а в 2003 году 11 железнодорожных состава перевезли военную технику и 31 вагон боеприпасов. По данным Миссии ОБСЕ в Молдове, из 42 000 тонн боеприпасов, хранившихся на территории Приднестровья, 1153 тонны (3%) были перевезены обратно в Россию в 2001 году, 2,405 тонны (6%) в 2002 году и 16 573 тонны (39%) в 2003. Вывод войск был впоследствии остановлен.
Андрей Стратан, министр иностранных дел Молдовы, заявил в своём выступлении на 12-м заседании Совета министров ОБСЕ в Софии 6-7 декабря 2004 года, что «присутствие российских войск на территории Республики Молдова противоречит Конституции Молдовы, игнорирует признанные международные нормы и принципы, квалифицируется властями Молдовы как иностранная военная оккупация, незаконно развёрнутая на территории государства[…]. Россия продолжает поддерживать Приднестровье как квази-независимое образование как прямо, так и косвенно».